# Raptors 905 2016-2017
La stagione 2016-17 dei Raptors 905 fu la 2ª nella NBA D-League per la franchigia.
I Raptors 905 vinsero la Central Division con un record di 39-11. Nei play-off vinsero i querti di finale con i Canton Charge (2-0), la semifinale con i Maine Red Claws (2-0), vincendo poi il titolo battendo nella finale i Rio Grande Valley Vipers (2-1).

## Roster
| N°    | Naz.                   | Ruolo | Sportivo           | Anno | Alt. | Peso |
| ----- | ---------------------- | ----- | ------------------ | ---- | ---- | ---- |
| 0     | Stati Uniti (bandiera) | G     | John Jordan        | 1992 | 178  | 82   |
| 1     | Stati Uniti (bandiera) | G     | J.T. Terrell       | 1991 | 191  | 84   |
| 2     | Angola (bandiera)      | C     | Yanick Moreira     | 1991 | 211  | 100  |
| 3     | Stati Uniti (bandiera) | A     | E.J. Singler       | 1990 | 198  | 98   |
| 4     | Canada (bandiera)      | G     | Brady Heslip       | 1990 | 188  | 84   |
| 5     | Stati Uniti (bandiera) | A     | Christian Watford  | 1991 | 206  | 100  |
| 6     | Francia (bandiera)     | A     | Axel Toupane       | 1992 | 201  | 89   |
| 7     | Stati Uniti (bandiera) | C     | Goodluck Okonoboh  | 1994 | 208  | 100  |
| 9     | Canada (bandiera)      | GA    | Negus Webster-Chan | 1993 | 201  | 91   |
| 12    | Stati Uniti (bandiera) | GA    | Will Sheehey       | 1992 | 198  | 91   |
| 13    | Stati Uniti (bandiera) | A     | Antwaine Wiggins   | 1988 | 201  | 84   |
| 19    | Stati Uniti (bandiera) | A     | Jarrod Uthoff      | 1993 | 206  | 100  |
| 20    | Brasile (bandiera)     | A     | Bruno Caboclo      | 1995 | 206  | 93   |
| 21    | Stati Uniti (bandiera) | A     | C.J. Leslie        | 1991 | 206  | 95   |
| 23    | Stati Uniti (bandiera) | G     | Fred VanVleet      | 1994 | 183  | 89   |
| 32    | Capo Verde (bandiera)  | C     | Walter Tavares     | 1992 | 218  | 118  |
| 33    | Stati Uniti (bandiera) | A     | Jared Sullinger    | 1992 | 206  | 118  |
| 42-43 | Austria (bandiera)     | C     | Jakob Pöltl        | 1995 | 213  | 108  |
| 43    | Camerun (bandiera)     | A     | Pascal Siakam      | 1994 | 206  | 104  |
| 55    | Stati Uniti (bandiera) | G     | Fred VanVleet      | 1994 | 183  | 89   |
| 55    | Stati Uniti (bandiera) | G     | Delon Wright       | 1992 | 196  | 86   |

## Staff tecnico
- Allenatore: Jerry Stackhouse
- Vice-allenatori: David Gale, Nathanial Mitchell, Donnie Tyndall
- Vice-allenatori per lo sviluppo dei giocatori: Nicki Gross, John Corbacio